# 查干敖包庙
查干敖包庙，赐名“福佑寺”，位于内蒙古自治区锡林郭勒盟苏尼特左旗，是一座藏传佛教格鲁派寺院。

## 简介
查干敖包庙位于苏尼特左旗查干敖包苏木锡林查干敖包西南部的恩格尔满达拉，地处如今的查干敖包苏木西北部，是锡林郭勒盟的著名寺院。该寺距离满都拉图镇180公里，位于中国与蒙古国边境以东20公里。该寺始建于藏历第十二繞迥木馬年（1714年），其创建者是阿贵葛根老布桑敖日布（又译“老布森诺日布”、“鲁布桑诺尔布”）。该寺因靠近锡林查干敖包（蒙古语“锡林查干敖包”意为“丘陵的白岗”），故俗称“查干敖包庙”。
“山洞活佛”老布桑敖日布从1714年起在今苏尼特左旗北部边疆的恩格尔满达拉修建查干敖包庙。老布桑敖日布（1656年－1736年）是土默特右旗人。他生在土默特草原，自幼在今呼和浩特的大召当沙弥，曾经赴塔尔寺、拉卜楞寺学经。1688年，他来到苏尼特左旗，住在乌勒敖包山洞里讲经修行，故俗称“山洞活佛”。由于当地王公及官员大力布施，他用所得布施积累的钱和牲畜，于1694年在满都呼日勒（查干敖包苏木的所在地）创建了一座小型庙宇“满都呼诵经庙”。1708年，他到外蒙古库伦拜见哲布尊丹巴，提出希望建庙，哲布尊丹巴答应无偿向他提供木料。翌年，他赴张家口、多伦诺尔、归绥（今呼和浩特）等地招聘工匠，订下运输用的车辆，开始了最初的建设工程。1714年，他建成了主庙“大雄宝殿”，该殿分为两层，方180丈，顶覆筒瓦，瓦顶分为两节，上面是锥形，形成了蒙藏四合院式寺院建筑群。从1717年到1726年间，他修建查干敖包庙的葛根东大舍院、80间中央大殿。
1775年（乾隆四十年），第二世活佛阿格旺扎米彦达布格上奏清朝朝廷，获乾隆帝赐匾“福佑寺”，并且恩准25名度牒，后加48名度牒。1777年至1780年间，扎米彦达布格修建了部分大殿以及珠德巴大殿。
1805年，第三世活佛关其格丹达尔修建了洞阔尔学殿、明安殿。
1854年，第四世活佛金巴扎木苏建起高25尺的镀金麦达尔佛，并装修各个大殿、寺堂、舍院。
1891年，扎木彦力格喜德扎木苏（又译“扎米彦力格喜德扎木苏”、“扎木彦理格什德扎木素”）继承该寺活佛之位，成为该寺第五世活佛，他便是著名的“查干葛根”。1900年，第五世活佛扎木彦力格喜德扎木苏（查干葛根）修建了满巴大院（满巴学殿）；1912年他又开始修建喇嘛林大厅（又译“拉木林殿”），并重修了金寺。到1930年，修建了呼和拉巴润大殿。查干敖包庙此时拥有11座大殿，14个寺堂，100余个舍院，12所经舍，喇嘛1638名，牲畜22600头/只。1932年5月，九世班禅由德穆楚克栋鲁普王爷陪同来到查干敖包庙下榻并讲经，查干敖包庙因此名声大振。
查干敖包庙采用中原建筑风格。经过上述五代活佛的经营，该庙成为有11座大殿、下属12个诵经会、14个佛仓的藏传佛教格鲁派大型寺庙，僧人最多时达到1000多名。前来朝拜的信众络绎不绝。查干敖包庙还专设刻印经文的作坊，并且设有学校，以及砖瓦、皮革、缝纫、纺织、木器加工、木工制作等等手工艺作坊，该庙方圆20公里以内供沙纳尔们（家庙牧户）放牧及居住。1937年日本占领锡林浩特草原之后，查干敖包庙衰落，仅余335名僧人。
文化大革命时期，查干敖包庙被彻底摧毁，仅剩一座殿堂即“福佑寺”。1988年，中共苏尼特左旗委、苏尼特左旗人民政府根据中央及内蒙古自治区相关文件的精神，为查干敖包庙恢复了历史名誉，并且维修了尚存的西廊厢房的下层，该庙自此恢复正常的宗教活动。1990年以后，恢复兴建了西院3个大殿、1个寺堂以及舍院等建筑。到2004年前后，已修复及重建的主要建筑有福佑寺、西廊配房、东西配殿，该庙有喇嘛35名。查干敖包庙成为苏尼特左旗13个庙殿遗址中较为完好的寺庙。